# Morrow Township (comté d'Adair, Missouri)
Morrow Township est un township du comté d'Adair dans le Missouri, aux États-Unis,. En 2010, le township comptait une population de 431 habitants.

## Source de la traduction
- (en) Cet article est partiellement ou en totalité issu de l’article de Wikipédia en anglais intitulé « Morrow Township, Adair County, Missouri » (voir la liste des auteurs).